# Izimarino
Izimarino (orosz betűkkel: Изимарино, baskír nyelven: Изимари) falu Oroszországban, a Baskír Köztársaságban, a Miskinói járásban.

## Népesség
- 2002-ben 355 lakosa volt, melynek 99%-a mari.
- 2010-ben 312 lakosa volt.